# Karl Elkart

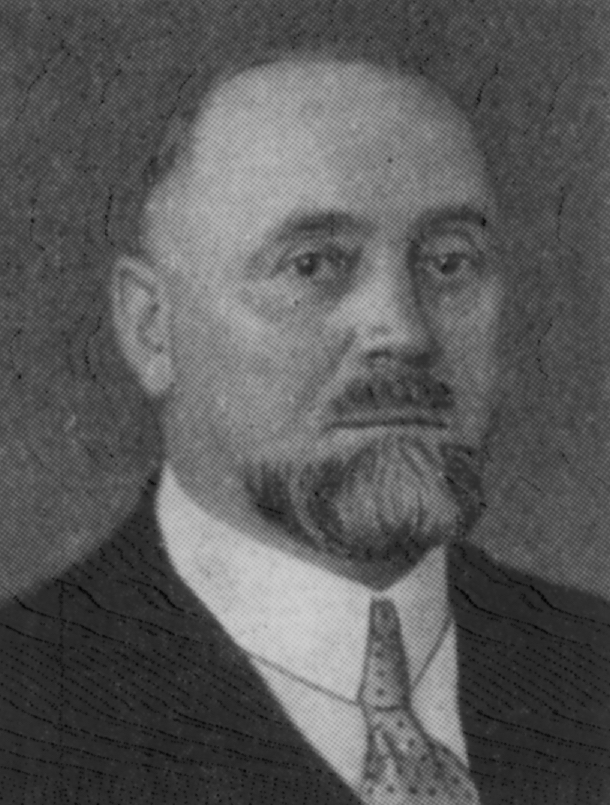
Karl Elkart

Karl Elkart (* 15. September 1880 in Altshausen; † 12. Juni 1959 in Hannover) war ein deutscher Architekt, Stadtplaner, Baubeamter, Hochschullehrer und Publizist. Während der Weimarer Republik und in der Zeit des Nationalsozialismus amtierte er unter anderem als Stadtbaurat in Hannover und hatte dort wesentlichen Anteil an „Arisierungen“ und Deportationen polnischer Juden.

## Leben

### Ausbildung und erste Arbeiten
Karl Elkart war Sohn des Pächters der königlichen Maierei Karl Elkart. Er studierte Architektur an der Technischen Hochschule Stuttgart bei Theodor Fischer; 1907 legte er das 2. Staatsexamen ab und war zunächst als Regierungsbaumeister (= Assessor in der öffentlichen Bauverwaltung) tätig.
Nach ersten beruflichen Stationen in Wolfenbüttel und Hamburg gewann er 1911 den 1. Preis in dem Architekturwettbewerb um ein Gastronomiegebäude im Stadtpark der Stadt Bochum. Ungefähr gleichzeitig bewarb er sich um die dort ausgeschriebene Stelle des Stadtbaumeisters, die er auch erhielt und zum Jahresbeginn 1912 antrat. Da sein direkter Vorgesetzter, der Bochumer Stadtbaurat Franz Knipping, Bauingenieur war, hatte er in gestalterischen Fragen freie Hand.
1918 wurde Elkart als Stadtbaurat nach (Berlin-)Spandau berufen. Als zwei Jahre später die bis dahin selbstständige Stadt Spandau zum Stadtbezirk der neu geschaffenen Stadt „Groß-Berlin“ wurde, wechselte er als Direktor zur Märkischen Heimstätten-Gesellschaft. Weitere zwei Jahre später (1922) kehrte er in die kommunale Bauverwaltung zurück und amtierte als Stadtbaudirektor für Groß-Berlin.
1925 verließ Elkart Berlin, als er als Stadtbaurat (und Senator) nach Hannover berufen wurde. Im gleichen Jahr wurde er auch zum Mitglied der preußischen Akademie des Bauwesens ernannt, was eine hohe Auszeichnung seiner beruflichen Leistungen bedeutete. Ab 1927 lehrte er außerdem als Honorarprofessor an der Technischen Hochschule Hannover.

### Wirken im Nationalsozialismus
Bereits 1933 wurde Elkart förderndes Mitglied der SS. Als Stadtbaurat setzte er auf der Verwaltungsebene nun die Aufhebung des Grundsatzes der „Gleichheit vor dem Gesetz“ um. Jüdische Unternehmer wurden von städtischen Aufträgen ausgeschlossen. Elkart war an der „Arisierung“ von Kunst- und Kulturgütern für die Stadt führend beteiligt. Am 5. Dezember 1937 beantragte er die Aufnahme in die NSDAP und wurde rückwirkend zum 1. Mai desselben Jahres aufgenommen (Mitgliedsnummer 5.898.614). Im Oktober 1938 war er an der Deportation polnischer Juden beteiligt und kaufte anschließend deren Häuser, um die Altstadt sanieren zu können. Im September 1941 organisierte er die Schaffung von so genannten Judenhäusern in Hannover, in die die dortigen Juden zwangsumgesiedelt wurden. Die Lebensumstände in diesen Unterkünften waren unmenschlich und katastrophal. Im Zweiten Weltkrieg war Elkart zudem verantwortlich für den Arbeitseinsatz von KZ-Häftlingen und Zwangsarbeitern (siehe auch: Ostarbeiter).
Ab 1943 wurde Elkart schließlich Berater im so genannten „Weiteren Arbeitsstab“ innerhalb des Arbeitsstabes für den Wiederaufbau bombenzerstörter Städte des Generalsbauinspektors Albert Speer; konkret arbeitete er an Wiederaufbau-Planungen für Bochum und Hannover.
Während seiner Amtszeit in Hannover unterstützte „er mit Zustimmung des Führers“ nebenamtlich die Planungen des Architekten Walter Schlempp für das 1938–1942 erbaute Gebäude des Deutschen Gemeindetages in Berlin-Charlottenburg an der Straße des 17. Juni, das heutige „Ernst-Reuter-Haus“. Elkart wird maßgeblicher Einfluss auf die Fassadengestaltung dieses prominent an der Ost-West-Achse der geplanten „Welthauptstadt Germania“ gelegenen monumentalen Gebäudes zugeschrieben.
Ohne genaue Datierung werden in der Literatur prämierte Wettbewerbsentwürfe für einen Bebauungsplan für Metz-Sablon, für Krankenhausbauten in Frankfurt am Main und für den Hamburger Stadtpark erwähnt.

### Nachkriegszeit

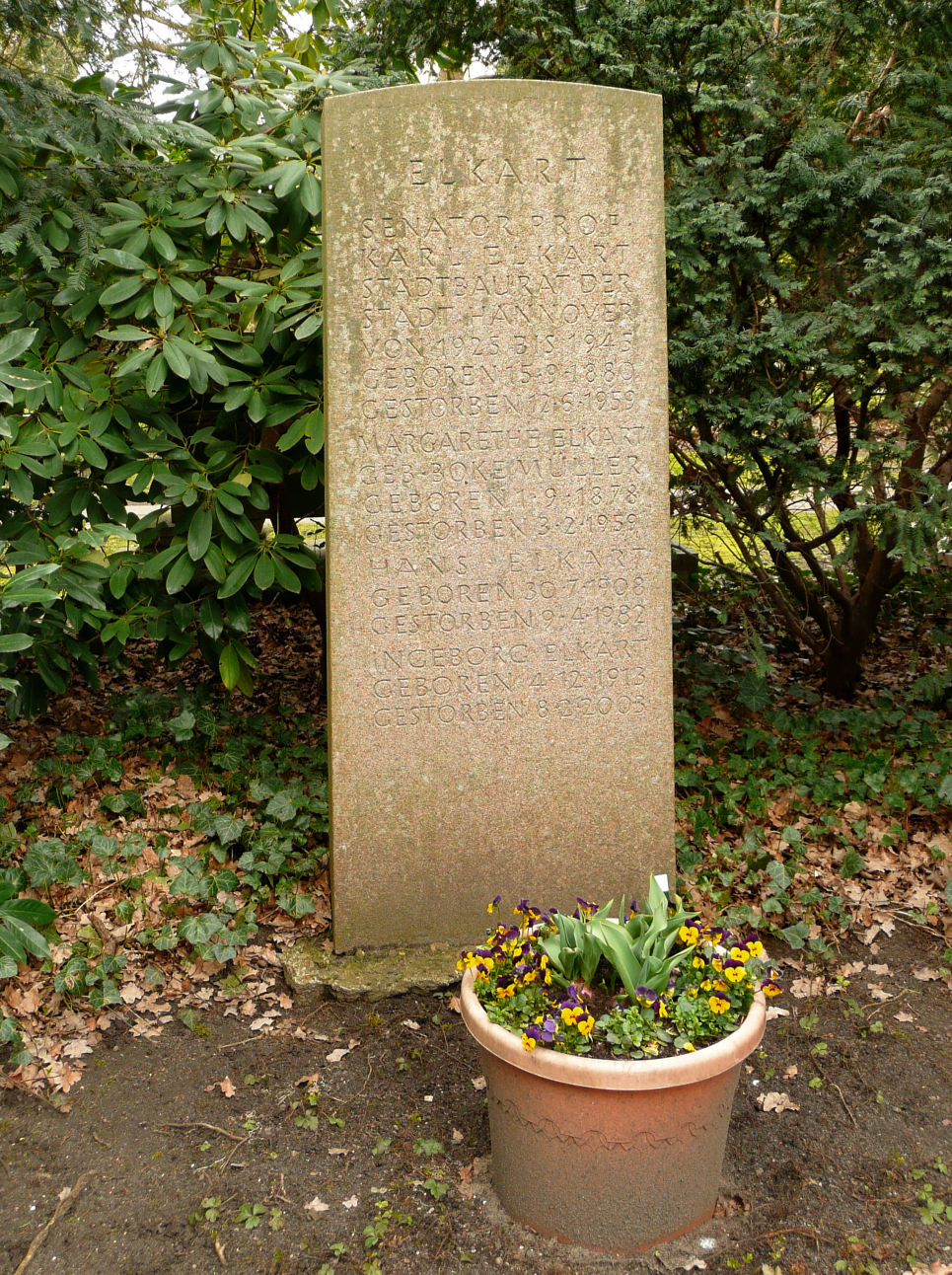
Grab auf dem Stadtfriedhof Engesohde

Karl Elkart wurde am 1. Juli 1945 entlassen (sein Nachfolger wurde Otto Meffert) und 1946 – formal rehabilitiert – in den Ruhestand versetzt. Er war weiterhin umfangreich als Berater tätig. Elkart ist in Hannover auf dem Stadtfriedhof Engesohde begraben.

## Werk

### Bauten, Entwürfe und Planungen

#### In Hamburg
Während seiner Tätigkeit in Hamburg hat Elkart bei Planung bzw. Bau des Krankenhauses St. Georg, des Völkerkundemuseums und der Oberrealschule Eimsbüttel mitgearbeitet.

#### In Bochum
Als Stadtbaumeister in Bochum entwarf er u. a.:
- 1913–1914: Milchhäuschen im Stadtpark
- 1913–1915: Gastronomiegebäude im Stadtpark, genannt „Stadtpark-Restaurant“ oder kurz „Parkhaus“ (in der Planungsphase auch „Stadtgartenwirtschaft“)[8]
- 1913–1915: Verwaltungsgebäude der Elektrizitätswerk Westfalen AG (EWW) (seit 1925: Vereinigte Elektrizitätswerke Westfalen (VEW)), Freiligrathstraße / Wielandstraße
- 1913–1916: Oberrealschule II, genannt „Bismarck-Schule“, Königsallee 79 / Arnikastraße
- 1914–1917: evangelische Volksschule mit Hilfsschule, genannt „Drusenberg-Schule“, Drusenbergstraße 31 / Marschnerstraße

#### In Spandau und Berlin
Seine Amtszeit als Stadtbaurat in Spandau fällt in eine Zeit, in der das Bauwesen fast völlig zum Erliegen gekommen war; in der Literatur werden ihm der 1920 fertiggestellte „Sportplatz Hakenfelde“ und die Erweiterung des Friedhofs „In den Kisseln“ zugeschrieben.
Als Direktor der Märkischen Heimstätten-Gesellschaft hat Elkart verschiedene Siedlungen und Bebauungspläne in und um Berlin entworfen.

#### In Hannover
In Hannover entstanden unter seiner Mitwirkung unter anderem:
- 1927: „Stadtbad Küchengartenplatz“ (heute: Theater am Küchengarten (TAK)) in Linden-Mitte (unter Denkmalschutz)
- 1927–1929: Mehrfamilienwohnhaus-Bebauung am De-Haën-Platz (List)
- 1928: Neubauten auf dem Stadtfriedhof Stöcken (unter Denkmalschutz)
- 1928: Magazingebäude der Städtischen Bühnen (Südstadt)
- vor 1930: eigenes Wohnhaus in Kleefeld, Liebermannstraße 8 (unter Denkmalschutz)
- 1929–1931: Volksschule (spätere „Heinrich-Heine-Schule“) in der Südstadt, Altenbekener Damm 20 (unter Denkmalschutz)
- 1929–1931: Stadtbibliothek in der Südstadt, Hildesheimer Straße 12 (unter Denkmalschutz)
- um 1930: Mädchen-Berufsschule „Anna-Siemsen-Schule“ in der Nordstadt, Im Moore 38 (unter Denkmalschutz)
- das Volksbad in Hannover-List (Lister Bad)
- 1927 bis 1930: vier Bauten (von insgesamt 19)[9] für die Lungenheilstätte „Heidehaus“; dabei Modernisierung der älteren Bauten und 1930 ein Laborneubau[10]

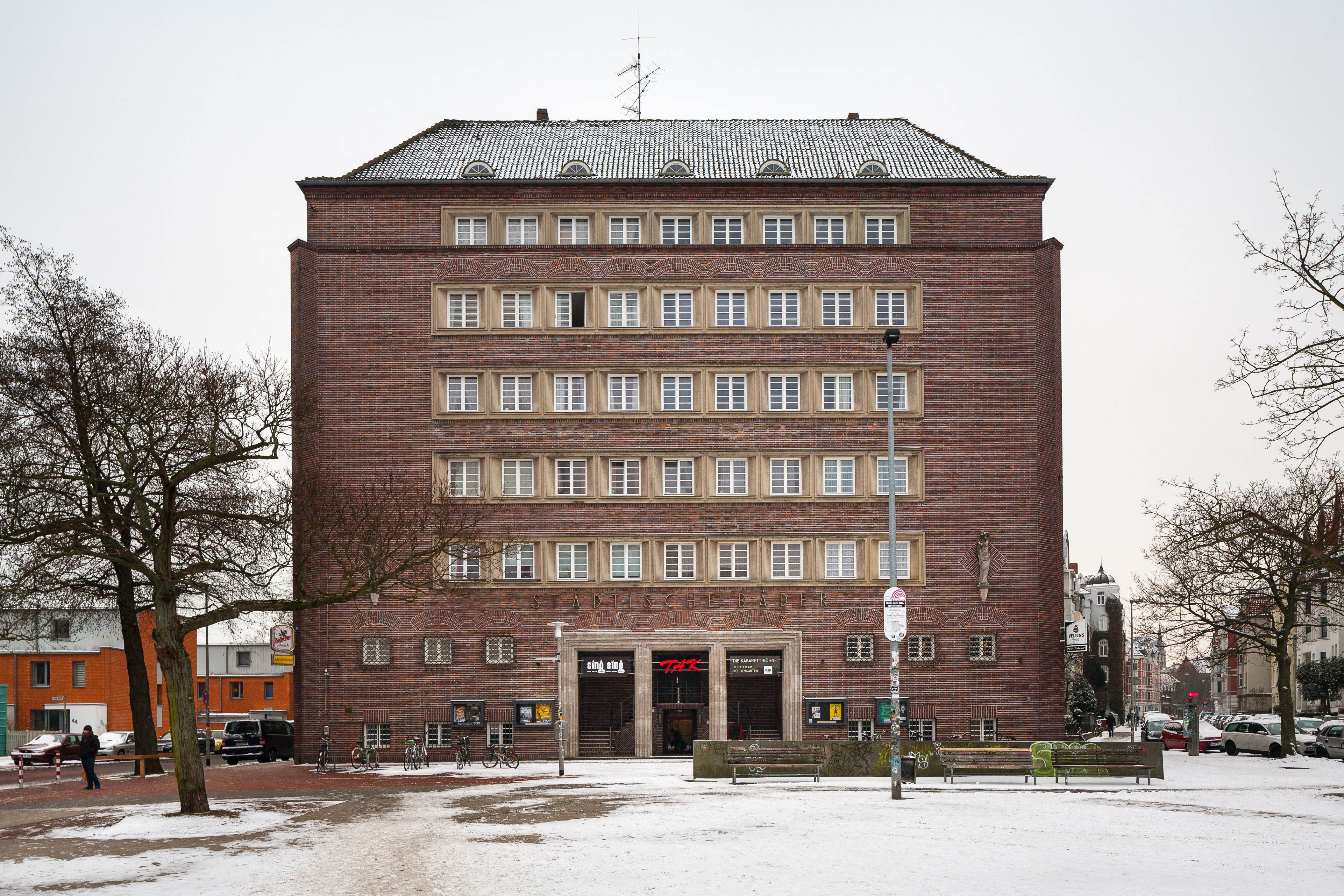
Ehemaliges Bäderhaus am Küchengarten in Linden
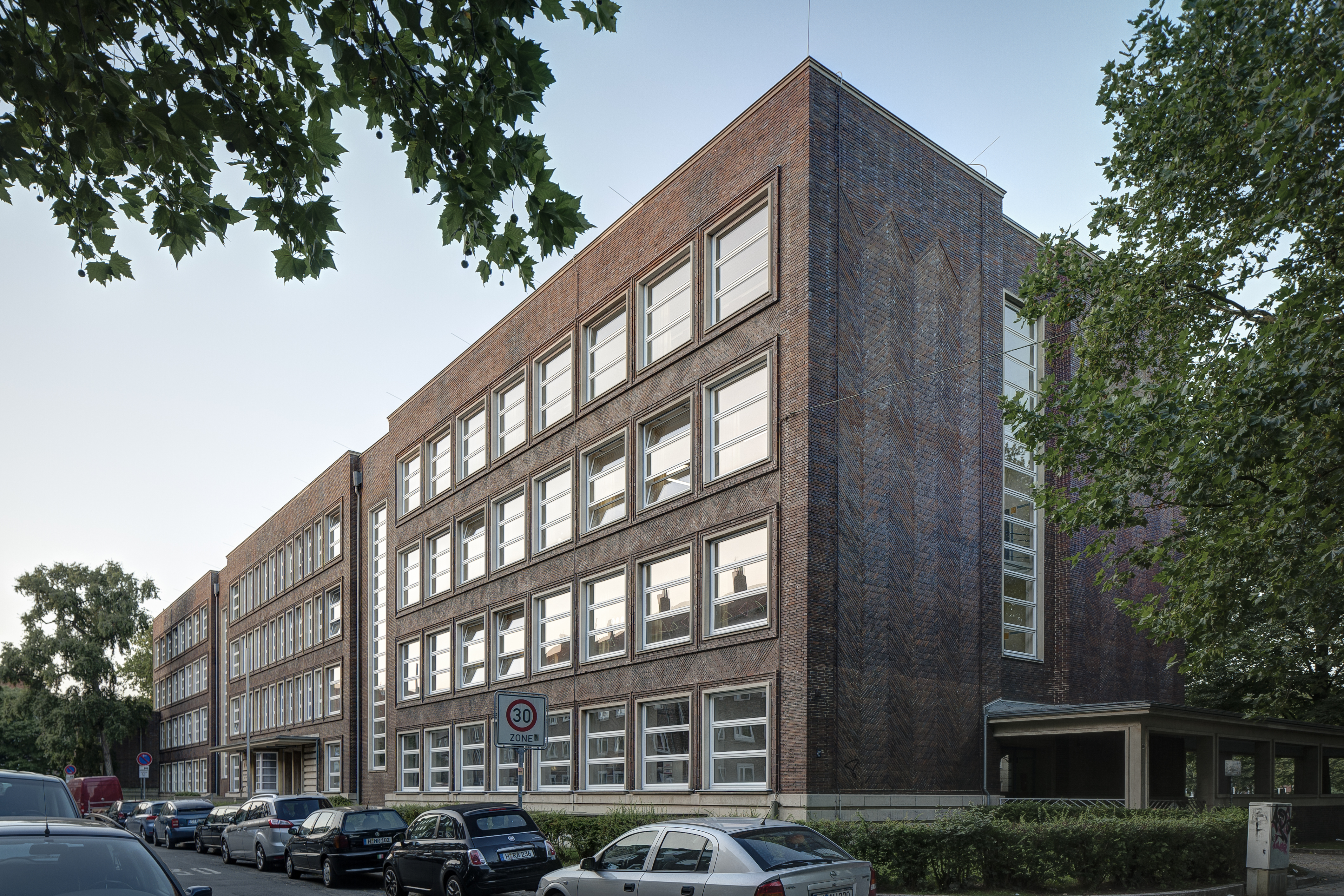
Ehemalige Volksschule am Altenbekener Damm
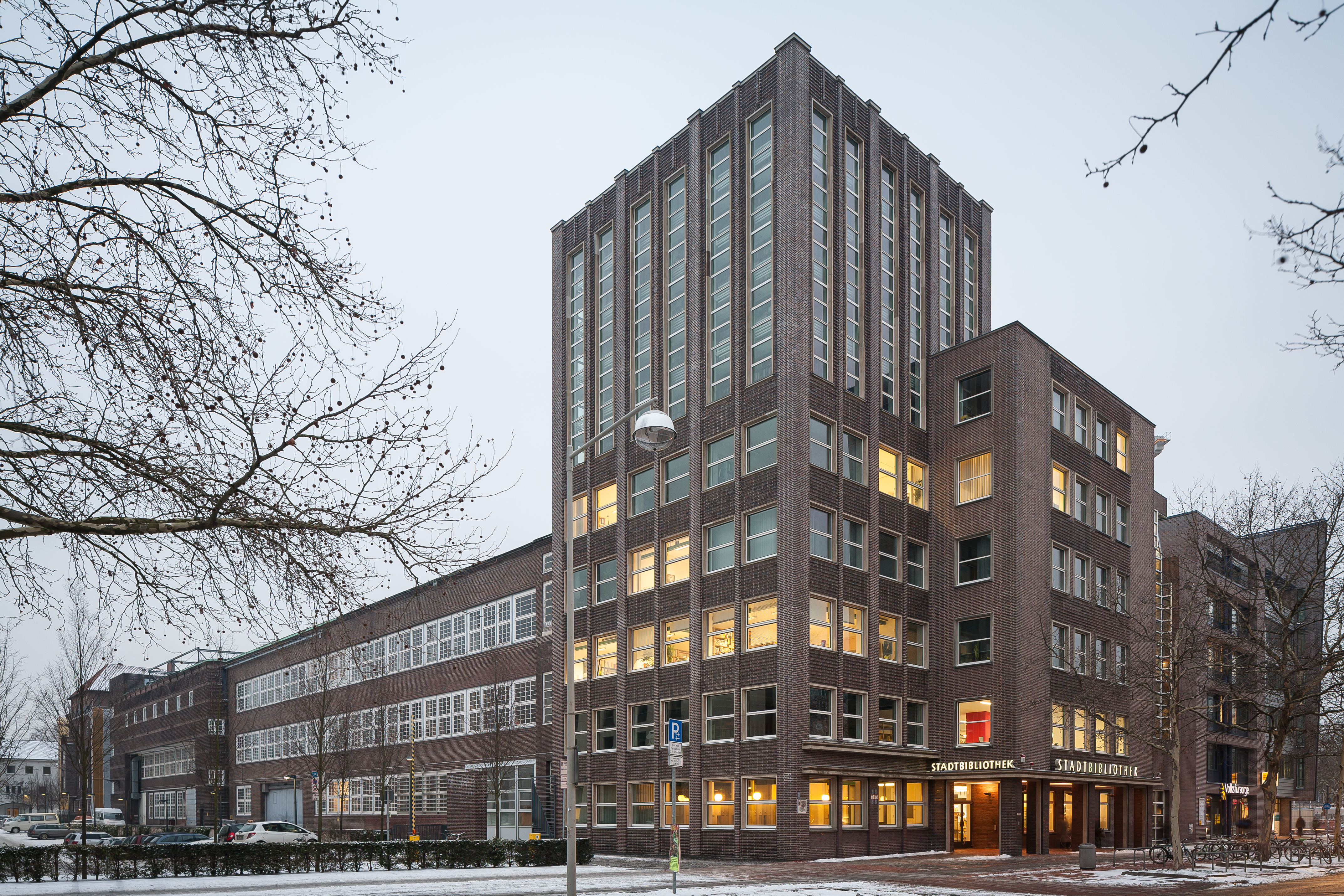
Stadtbibliothek
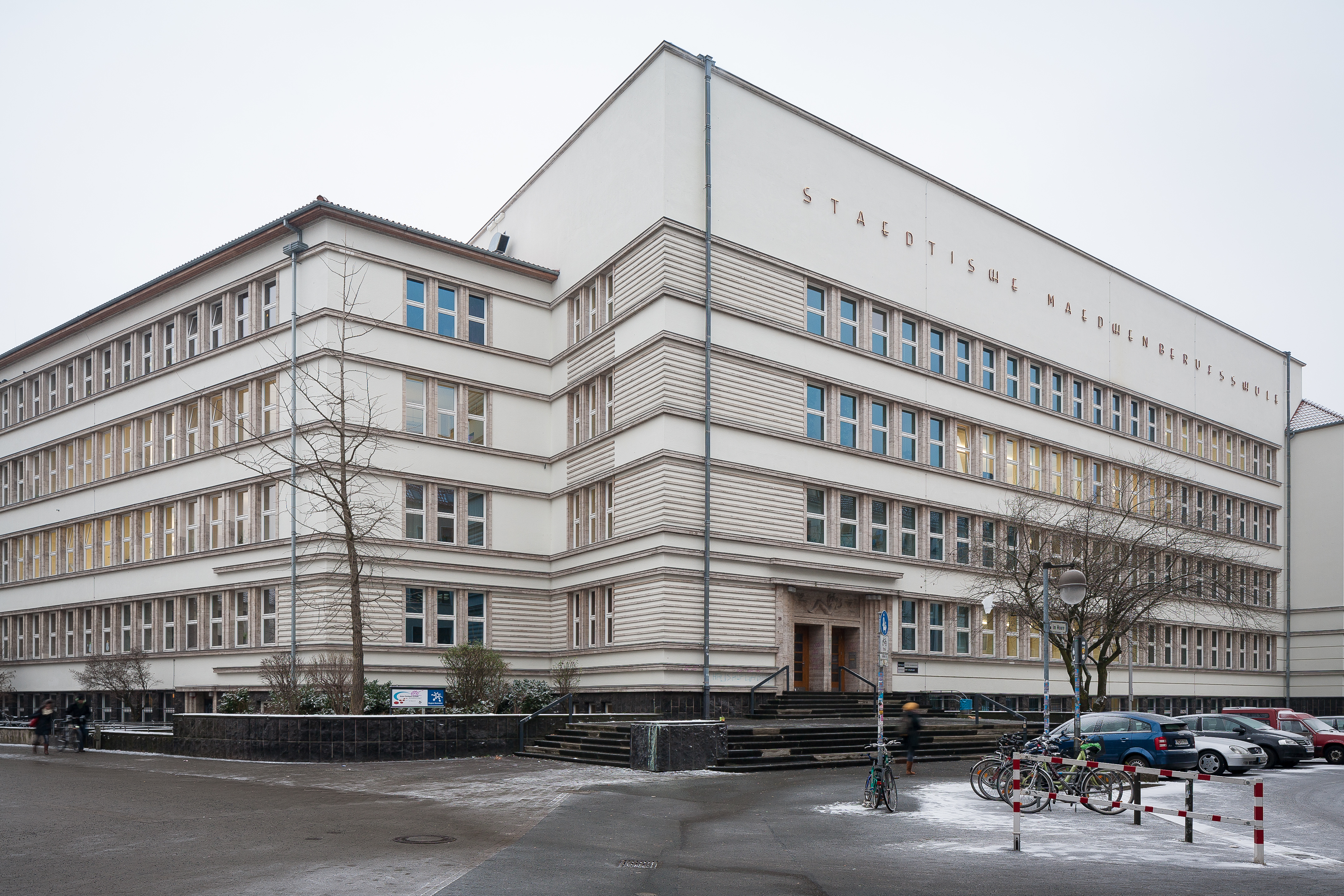
Mädchen-Berufsschule in der Nordstadt

### Schriften
Die Arbeiten von Karl Elkart wurden dargestellt in:
- Hannover. Die Großstadt im Grünen. 1927
- Karl Elkart (Hrsg.): Neues Bauen in Hannover. Hannover 1929.
- Zehn Jahre Aufbau. 1935.
- Neues Schaffen. 1937.
- Hannover. (…). In: Jahrbuch der Geographischen Gesellschaft. 1941.

Außerdem in:
- Rudolf Stegemann (Hrsg.) / Karl Elkart et al. (Bearb.): Vom wirtschaftlichen Bauen. Entwicklung und Ziele der Wohnungs- und Siedlungspolitik in Deutschland und Österreich. Laube, Dresden 1937.

## Straßenumbenennungen

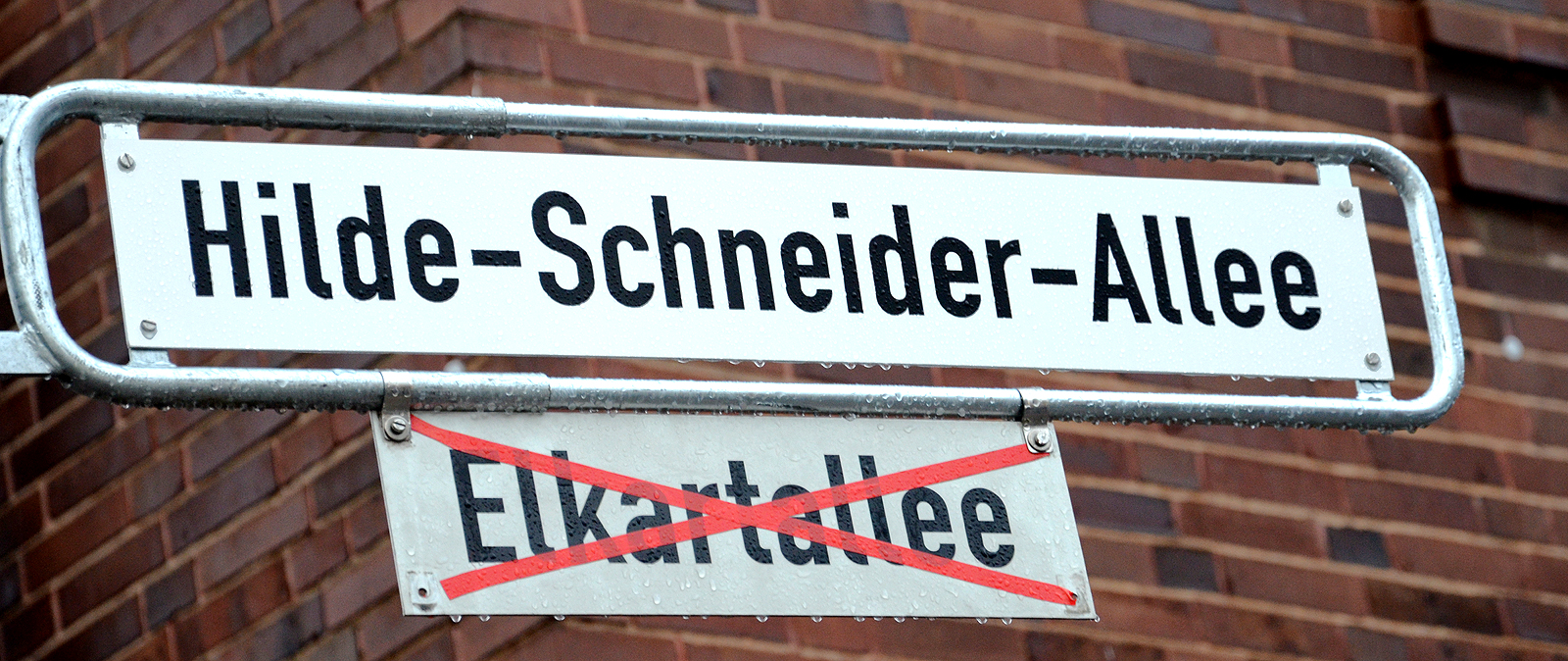
Anfang 2015 in der Südstadt von Hannover umbenannt: Hilde-Schneider-Allee statt Elkartallee

Nach Karl Elkart war in Hannover 1960 die Elkartallee benannt worden. Nachdem der Historiker Rüdiger Fleiter 2006 eine Dissertation zur Verfolgungspolitik der hannoverschen Stadtverwaltung veröffentlicht hatte, begann eine öffentliche und kontroverse Diskussion um eine Umbenennung dieser Straße, auch durch politische Parteien. Ein Verfahren zur Umbenennung der Elkartallee in Hilde-Schneider-Allee setzten im Februar 2010 die Fraktionen von SPD und Bündnis 90/Die Grünen im Stadtbezirksrat Südstadt-Bult in Gang. Am 5. Januar 2015 erfolgte die offizielle Umbenennung der Elkartallee in Hilde-Schneider-Allee mit der Enthüllung des neuen Straßenschildes durch Hannovers Ersten Bürgermeister Thomas Hermann und Bezirksbürgermeister Lothar Pollähne. Im Berliner Bezirk Spandau beschloss das Bezirksamt im August 2021 die Umbenennung des 1960 dort benannten Elkartweg in Erna-Koschwitz-Weg, was 2022 umgesetzt wurde.